# Pic BAM
Le pic BAM (en russe : Пик БАМ, Pik BAM, pour « Magistrale Baïkal-Amour ») est une montagne du kraï de Transbaïkalie, en Russie. Il atteint 3 072 m d'altitude. Il est situé dans le parc national de Kodar. Il tient son nom du chemin de fer qui passe au sud. C'est le plus haut sommet des monts Kodar et des plateaux Stanovoï. Les villes les plus proches sont Novaïa Chara (ru) et Chara. Cette dernière est desservie par un aéroport.